# Furcaspis taquarae
Furcaspis taquarae är en insektsart som beskrevs av Fonseca 1969. Furcaspis taquarae ingår i släktet Furcaspis och familjen pansarsköldlöss. Inga underarter finns listade i Catalogue of Life.